# Chimaeribacter
Genre
Chimaeribacter est un genre de bacilles Gram négatifs (BGN) de la famille des Yersiniaceae. Son nom, construit sur le grec Chimaira (Χίμαιρα,-ας : Chimère) et sur le néolatin bacter (bacille), peut se traduire par « bacille chimérique ». Il fait référence à l'association au sein de ce genre de caractères phénotypiques présents chez plusieurs autres genres de l'ordre des Enterobacterales.

## Liste d'espèces
Selon LPSN (8 juin 2025), le genre Chimaeribacter comprend trois espèces :
- Chimaeribacter arupi Rossi & Fisher 2020 – espèce type
- Chimaeribacter californicus Rossi & Fisher 2020
- Chimaeribacter coloradensis Rossi & Fisher 2020

## Taxonomie
Le nom correct complet (avec auteur) de ce taxon est Chimaeribacter Rossi & Fisher 2020.
L'espèce type est Chimaeribacter arupi Rossi & Fisher 2020.